# Rejon biriluski
Rejon birluski (ros. Бирилю́сский райо́н, Birilusskij rajon) – rejon administracyjny i komunalny Kraju Krasnojarskiego w Rosji. Centrum administracyjnym rejonu jest wieś Nowobirilussy, której ludność stanowi 33,2% populacji rejonu. Rejon został utworzony 4 kwietnia 1924 roku.

## Położenie
Rejon ma powierzchnię 11 779 km² i znajduje się w południowej części Kraju Krasnojarskiego, granicząc na północy z rejonem jenisejskim, na północnym wschodzie z rejonem pirowskim, na wschodzie z rejonem bolszemurtyńskim i rejonem jemielianowskim, na południu z rejonami: bolszeułujskim i kozulskim, a na zachodzie z rejonem tiuchtieckim.

## Ludność
W 1989 roku rejon ten liczył 16 806 mieszkańców, w 2002 roku 13 090, w 2010 roku 10 932, a w 2011 zaludnienie spadło do 10 863 osób.

## Podział administracyjny
Administracyjnie rejon dzieli się na jedno robotnicze osiedle typu miejskiego: Rasswiet oraz 10 sielsowietów.